# Brachysandalus
Brachysandalus is een geslacht van wantsen uit de familie van de Reduviidae (Roofwantsen). Het geslacht werd voor het eerst wetenschappelijk beschreven door Carl Stål in 1866.

## Soorten
Het genus bevat de volgende soorten:

- Brachysandalus abortivus (Breddin, 1901)
- Brachysandalus alutaceus (Reuter, 1866)
- Brachysandalus bicolor Villiers, 1948
- Brachysandalus brevicoxis (Stål, 1874)
- Brachysandalus crassifemur (Reuter, 1881)
- Brachysandalus ephippiger (White, 1843)
- Brachysandalus flavopictus (Stål, 1866)
- Brachysandalus fuliginosus (Erichson, 1842)
- Brachysandalus helluo Stål, 1866
- Brachysandalus limbatus (Reuter, 1881)
- Brachysandalus lurco Stål, 1866
- Brachysandalus melanolestoides (Stål, 1874)
- Brachysandalus punctorius Stål, 1866
- Brachysandalus rogenhoferi (Reuter, 1881)
- Brachysandalus sepulchralis (Distant, 1902)
- Brachysandalus setosus (Stål, 1874)
- Brachysandalus sexguttatus Stål, 1866
- Brachysandalus textilis (Montrouzier, 1865)